# Navigator (アルバム)
『Navigator』（ナビゲイター）は、日本のAORバンドである1986オメガトライブの最初のアルバムである。

## 解説
デビュー曲「君は1000%」を収録した、ファーストアルバム。アナログ盤、カセット、CDの3形態で発売。全9曲。CDの楽曲紹介は第1曲目の「Blue Reef」から第5曲目の「Night Child」までが「SIDE A」。第6曲目の「君は1000%」から第9曲目の「North Shore」までが「SIDE B」で、「君は1000%」から第1曲目という仕様になっている。
メンバーが作曲した曲が5曲（高島 2曲、西原 3曲）、また「Navigator」の英詞部分をカルロスが作詞し、メンバーが製作した楽曲が全体の半数以上を占めている。
『Q盤』では、ライナーノートが大幅に簡略化され折りたたみ式となり、スタッフクレジットが省略されている他、ケースに裏ジャケットがない。
2005年には『1986 OMEGA TRIBE CARLOS TOSHIKI&OMEGA TRIBE COMPLETE BOX "Our Graduation"』にも、このアルバムの全曲が収録されている。

## 収録曲
- アナログ盤とカセットでは、1-5曲目がA面、6-9曲目がB面となっている。

1. Blue Reef
  - 作詞: 矢野朝子、作曲: 高島信二、編曲: 新川博
2. You Belong to Him
  - 作詞: 有川正沙子、作曲: 西原俊次、編曲: 椎名和夫
3. Aquarium in Tears
  - 作詞: 売野雅勇、作曲: 和泉常寛、編曲: 新川博
4. Navigator
  - 作詞: 藤田浩一・カルロス・トシキ、作曲: 西原俊次、編曲: 船山基紀
5. Night Child
  - 作詞: 矢野朝子、作曲: 西原俊次、編曲: 椎名和夫
6. 君は1000%
  - 作詞: 有川正沙子、作曲: 和泉常寛、編曲: 新川博

ボーカルにシングルと別テイクを使用し、リミックスした、アルバム・バージョンとなっている。
7. 21 Candles
  - 作詞: 有川正沙子、作曲: 和泉常寛、編曲: 新川博
8. Older Girl
  - 作詞: 藤田浩一、作曲: 高島信二、編曲: 船山基紀
9. North Shore
  - 作詞: 売野雅勇、作曲: 和泉常寛、編曲: 新川博